# 卡納爾峰
46°36′41.3″N 9°01′28.9″E / 46.611472°N 9.024694°E
卡納爾峰（Piz Canal），是瑞士的山峰，位於該國東南部，由格勞賓登州負責管轄，屬於勒蓬廷阿爾卑斯山脈的一部分，海拔高度2,846米，每年平均降雨量1,929毫米。

## 外部連結
- Piz Canal on Hikr （页面存档备份，存于）